# 銘酒屋
銘酒屋（めいしゅや）は、銘酒を売るという看板をあげ、飲み屋を装いながら、ひそかに私娼を抱えて売春した店。現在のピンクサロンに相当する。明治時代から大正時代、東京市を中心にみられた。東京の下町では、「めいしや」と発音する。銘酒屋と同様の私娼の表看板としては、飲食店、小料理屋、遊技場、新聞縦覧所、碁会所などが用いられた。

## 概略
幕末から明治中期に浅草、芝、両国などにおいて、矢場（楊弓店）で接客した矢場女（やばおんな。矢取り女とも）が売春も行い私娼窟と化した。そのうち銘酒の看板に飾瓶、ちゃぶ台、茶棚、長火鉢程度の低資本で娼婦の一人二人あれば始められる店が増えていき、矢場を凌駕するようになっていった。それらの矢場が廃れた1887年（明治20年）頃から、銘酒の酌売を看板にして5、6本のびんを縁起棚に飾り、その裏では数名の私娼を抱える店が流行しはじめた。
1892年（明治25年）・1893年（明治26年）頃から、銘酒屋と書いた軒燈を掲げるようになった。日清戦争後から日露戦争の頃にかけて、浅草公園五区（奥山地区）、公園六区、浅草千束町（旧町名）に発展し、明治末から大正初期がその全盛期であった。ほかに、芝の愛宕や神明前、日本橋の馬喰町などにあった。
明治初期に東京砲兵工廠ができた小石川区でも、指ヶ谷（さしがや、現・文京区白山）に工廠で働く工員を相手に銘酒屋街が形成され、日露戦争ごろには区内一の盛り場と化した。私娼窟だった白山の銘酒屋をモデルに樋口一葉は『にごりえ』を書いた。
浅草では大正年間、官の黙許のもとに公然と営業した。明治末期から取締が厳重になり、表通りの営業や呼び込みが禁止されたが、裏通りや路地では変わらず御神燈の提灯が光る家々の前で首を白く化粧した女たちが客引きの呼び込みをしていた。
1917年（大正6年）から1918年（大正7年）、一時、警視庁の撲滅方針によってほとんど撲滅されたかにみえたが、まもなく看板をはずして営業し、また表向きは造花屋、新聞縦覧所として営業し、客があれば他に案内して売春するなどして、1921年（大正10年）頃再び隆盛をみた。
1923年（大正12年）9月1日の関東大震災後、浅草地区での警視庁の取締りの強化のため、銘酒屋の本拠は亀戸、玉の井に移った。1945年（昭和20年）3月10日、東京大空襲ですべて焼失。亀戸の銘酒屋は目抜き通り北側の指定地に移転、玉の井の銘酒屋は改正道路（現水戸街道）沿いの寺島町5丁目、6丁目（現東向島5丁目及び6丁目の一部）から寺島町7丁目（現墨田3丁目の一部）の隅田町寄りに移転、一部は鳩の街に移転して戦後の赤線時代を迎える。
売春防止法の施行により、1958年（昭和33年）3月31日を最終日に営業を終了、消滅した。鳩の街では最終日に「蛍の光」を流して別れを惜しんだという。旧店舗は旅館、商店、飲食店、アパート、町工場、一般住宅等に転用されて一部現存する。
東京以外でも、軍港であった横須賀では明治時代に市中の至る所に銘酒屋が散在したため、1922年（大正11年）に完成した当時の最も新しい埋立地である安浦3丁目に、翌1923年（大正12年）に約80軒の銘酒屋が集められ、計画的に銘酒屋街が形成された。
横浜には、梅ヶ枝町・賑町・久方町・足曳町・雲井町など現在の長者町 (横浜市)や羽衣町 (横浜市)の裏道、伊勢佐木町の新道などに銘酒屋が集まり、明治後期で150、160軒あり、それぞれに数人の売春婦がいた。